# FF Волопаса
FF Волопаса (лат. FF Boötis), HD 134627 — двойная звезда в созвездии Волопаса на расстоянии приблизительно 1379 световых лет (около 423 парсеков) от Солнца. Видимая звёздная величина звезды — от +7,02m до +6,93m.

## Характеристики
Первый компонент — красный гигант, пульсирующая медленная неправильная переменная звезда (LB:) спектрального класса M0, или M1, или M2, или M2,5III, или Ma. Масса — около 1,697 солнечной, радиус — около 95,722 солнечных, светимость — около 974,42 солнечных. Эффективная температура — около 3825 K.
Второй компонент — красный карлик спектрального класса M. Масса — около 317,31 юпитерианских (0,3029 солнечной). Удалён на 1,784 а.е..